# BBC Radio 4
BBC Radio 4 ist ein nationales Hörfunkprogramm der BBC.

## Geschichte
BBC Radio 4 ist seit dem 30. September 1967 auf Sendung, als Nachfolger des BBC Home Service. Zu seinem Programm gehören anspruchsvolle Wortsendungen, die unter anderem Hörspiel, Politik, Nachrichten (Today, The World at One, PM, The World Tonight), Ratgebersendungen (You and Yours, Gardeners’ Question Time), Quizsendungen (Just a minute, Brain of Britain) sowie Comedy umfassen.
Nach BBC Radio 2 ist Radio 4 das beliebteste nationale Hörfunkprogramm in Großbritannien und wurde 2004 bei den Sony Radio Academy Awards als „UK Radio Station of the Year“ ausgezeichnet. 2002 schalteten 6,9 Millionen Hörer die Morgensendung Today ein.
Am 30. Mai 2014 konnte der Seewetterbericht (shipping forecast), mit dem das Tagesprogramm am Morgen um 5.20 Uhr beginnt, zum ersten Mal seit 1924 nicht ausgestrahlt werden. Stattdessen wurde das Programm des BBC World Service gesendet. Der Wetterbericht konnte erst um 6.40 Uhr nachgeholt werden, was in Großbritannien für einiges Aufsehen sorgte.
Am 15. April 2024 wurden die Mittelwellenfrequenzen (603 kHz, 720 kHz, 774 kHz, 756 kHz, 1449 kHz & 1485 kHz) abgeschaltet. Anschließend wurde eine Hinweisschleife aufgeschaltet, die hinweist, dass die Mittelwellenfrequenzen abgeschaltet wurden.
Die Verbreitung von Radio über Langwelle wird zum 26. September 2026 eingestellt.

## Empfang
Radio 4 ist über UKW (Trägerfrequenzen: 92,5 – 96,1 und 103,5 – 104,9 MHz), Langwelle (198 kHz bis 26. September 2026), DAB (12B), Satellit (Freeview, Freesat, SkyTV & Virgin) und per Internet zu empfangen.
Podcasts einiger Sendungen werden seit 2004 von der BBC angeboten. Die Hörspielproduktionen von Radio 4 werden mit dem Vermerk „Full-cast dramatisation“ (als Abgrenzung zur Lesung) auch als Hörbücher vertrieben.

## Bekannte Sendungen
- A Festival of Nine Lessons and Carols
- Desert Island Discs
- Gardeners’ Question Time
- Listen with Mother
- Old Harry’s Game
- Test Match Special
- The Archers
- Woman's Hour